# Чечере, Карло
Карло Чечере (итал. Carlo Cecere; 7 ноября 1706, Гроттоле — 15 февраля 1761, Неаполь) — итальянский композитор и инструменталист.

## Биография
Сын Доменико и Антонии Кангьяно (Domenico and Antonia Cangiano), которые были захоронены в капелле Congregazione dei Musici di S Maria la Nova. Преимущественно известен как композитор комической оперы-буффа P. Trinchera La tavernola abentorosa, в которой непочтительно оскорблялась и церковь и действующая власть. Эта работа показывает нам особую часть истории оперы Buffa. Это карнавальное развлечение было написано не для простой публики, а для монашеской аудитории (публика, характерная для Неаполя того времени). La tavernola была исполнена в феврале 1741 года во влиятельных кругах Monteoliveto and SS Demetrio e Bonifacio. Заговор Тринчеры имел дело с махинациями лицемерного жулика, замаскированного под монаха, который, после обмана некоторых скромных Неаполитанцев, наконец, преобразовывает их всех в монашескую жизнь. Духовного сановника это представление не развлекло и король приказал арестовать и поэта и издателя, а либретто подвергнуть цензуре. Поэт нашёл прибежище в церкви Святой Кармилы, перенес там заболевание, после чего был схвачен и пробыл в заключении до января. Покончил жизнь самоубийством, но не по причине заключения, а по причине полного банкротства. Неофициальное обвинение оперы и поэта пало и на композитора.
Но в инструментальной музыке репутация Чечере не пострадала. Композитор Сигнорелли называл Чечере «превосходный контрапунктист» и хороший скрипач. Другой композитор Mondolfi заметил, что сохранившаяся музыка Чечере свидетельствует, что он был прекрасным флейтистом. Все работы Чечере характеризуют итальянскую камерную музыку 1740—1760 годов. Тематический материал произведений складывается в виде мозаики из частых повторений и секвенций. Гармонический язык довольно узок. Концерты для оркестровой флейты состоят из 5 частей каждый, двойной концерт для двух флейт и баса — 3 частей двойной формы без реприз.

## Произведения
Оперы (все комический, Неаполь):
- Lo secretista (P. Trinchera), Nuovo, spr. 1738
- La tavernola abentorosa (Trinchera), monastery of Monteoliveto, Feb 1741
- La Rosmonda (A. Palomba), Nuovo, carn. 1755, sinfonia only; pasticcio, collab. N. Logroscino, P. Gomez, T. Traetta

Инструментальная музыка:
- Twenty Four Duets, 2 fl/vn (London, 1761)
- 2 concs., fl, orch, D-KA; Conc., 2 fl, b, I-Nc; Conc., fl, vns, b, S-Uu; Conc., mand, vns, b, Uu; Duet, 2 fl, I-Nc; Sonata, vc, b, S-Skma; chbr music, I-Pca
- Divertimenti, 2 fl, vc, Nc [one 3-movt work for 2 fl; the vc part does not belong to them and may be spurious]